# سد اهای
سد آهای (به لاتین: Ahai Dam) یک سد و نیروگاه برقابی در چین است که در Yulong County, Lijiang, Yunnan واقع شده‌است.